# Fernando Clavijo
Fernando Caetano Clavijo Cedrés (Maldonado, 1956. január 23. – Fort Lauderdale, 2019. február 8.) uruguayi születésű, amerikai válogatott labdarúgó, futsalos, edző.

## Pályafutása

### Klubcsapatban
Maldonadoban született Uruguayban. Pályafutását 16 évesen az Atenas de San Carlos csapatában kezdte, ahol hat szezont játszott. 22 évesen a feleségével az Egyesült Államokba költözött és egy étteremben kezdett dolgozni New Jersey-ben. Mellette amatőr csapatokban játszott amatőr szinten, azonban tehetségére hamar felfigyeltek és ajánlották, hogy próbálkozzon profi kluboknál is. Sikerrel járt és az  American Soccer League-ben szereplő New York Apollo szerződtette, ahol két szezont töltött. 1983-ban a San Jose Earthquakes csapatához távozott, mely az Észak-amerikai labdarúgó-bajnokságban (NASL) szerepelt. 1984-ben beválogatták a bajnokság All-Star csapatába.
A nagy pálya mellett teremben is játszott. 1981-ben a New York Arrows együttesénél kezdte a futsalt és 1984-től már csak teremben játszott. 1984 és 1988 között a San Diego Sockers, 1988 és 1989 között a Los Angeles Lazers, 1989 és 1992 között pedig a St. Louis Storm játékosa volt.

### A válogatottban
1990 és 1994 között 61 alkalommal szerepelt az Egyesült Államok válogatottjában. 1987-ben kapta meg az amerikai állampolgárságot. 1990 november 21-én egy Szovjetunió elleni mérkőzésen mutatkozott be a nemzeti csapatban. A válogatott alapembere volt az 1990-es évek első felében és tagja volt az 1991-es CONCACAF-aranykupán aranyérmet szerzett csapatnak. Részt vett a hazai rendezésű 1994-es világbajnokságon. Annak ellenére, hogy a torna idején már 38 éves volt (az amerikai keret legidősebb tagja) az amerikai válogatott négy mérkőzéséből háromszor is kezdőként lépett pályára.
Ezen kívül tagja volt az az 1992-es konföderációs kupán, az 1993-as Copa Américán és az 1993-as CONCACAF-aranykupán résztvevő csapatok keretinek is.
1992-ben 8 mérkőzésen pályára lépett az amerikai futsalválogatottban is. Részt vett az 1992-es futsal-világbajnokságon.

### Edzőként
Edzői pályafutása 1991-ben kezdődött a St. Louis Storm-nál, ahol játékosedző volt. 1994-ben a Seattle SeaDogs vezetőedzői posztjára nevezték ki, majd 1998-ban a Florida ThunderCats együttesét edzette. Az 1998-as világbajnokságon Bora Milutinović másodedzőjeként dolgozott a nigériai válogatottnál. Ezt követően követte korábbi edzőjét az MLS-be is, ahol egy évig a MetroStars csapatánál volt segédedző. 2000 és 2002 között a New England Revolution vezetőedzői feladatát látta el. 2001-ben sikerült bejutniuk a US Open-kupa döntőjébe, de ott hosszabbítást követően 2–1 arányban alulmaradtak a Los Angeles Galaxy-val szemben.
2003 októberében kinevezték a haiti válogatott szövetségi kapitányának. A világbajnoki-selejtezők második fordulójában kiestek Jamaica ellen és távoznia kellett. 2005 és 2008 között a Colorado Rapids együttesét irányította. Utolsó csapata edzőként a Miami FC volt 2009-ben.

### Halála
2019. február 8-án hunyt el hosszan tartó betegség után, mielóma multiplexben.

## Sikerei
Egyesült Államok
- CONCACAF-aranykupa győztes (1): 1991
- Konföderációs kupa bronzérmes (1): 1992

## Külső hivatkozások
- Fernando Clavijo – a FIFA adatbázisában
- Fernando Clavijo adatlapja a National-Football-Teams.com oldalon (angolul)

- Fernando Clavijo adatlapja a worldfootball.net oldalon (angolul)
- Fernando Clavijo (angol, francia, spanyol nyelven). FootballDatabase.eu